# Wataru Hatano
Wataru Hatano (羽多野 渉 Hatano Wataru?,  Asahi, Prefectura de Nagano, 13 de marzo de 1982) es un actor de voz y cantante japonés, afiliado a 81 Produce. En la segunda entrega de los Seiyū Awards en 2008, Hatano ganó en la categoría de Mejor actor nuevo por su papel de Sam Houston en Toward the Terra y Tenshi Yuri en Saint Beast: Kouin Jojishi Tenshitan.
Algunos de sus papeles más destacados son el de Gajeel Redfox en Fairy Tail, Yūto Ayase en Nogizaka Haruka no Himitsu, Hitoshi Shinsō en My Hero Academia, Metal Bat en One-Punch Man, Murasaki en Hamatora, Haruta Shigemo en Jujutsu Kaisen, Georgi Popovich en Yuri on Ice y Motojirō Kajii en Bungō Stray Dogs. También le da voz a Josuke Higashikata en los videojuegos de JoJo's Bizarre Adventure (All Star Battle y Eyes of Heaven), Adonis Otogari en Ensemble Stars!, Gaku Yaotome en Idolish7 y Rufus en la franquicia de Street Fighter.

## Carrera
Después de pasar la audición de verano realizada por Amuse, Hatano asistió al Departamento de Talento de Actores de Voz de Amusement Media Academy como estudiante especial, y más tarde se convirtió en miembro de 81 Produce después de asistir al 81 Produce Acting Institute.
Después de interpretar el papel de un locutor en un CD drama original de Takehito Koyasu (mientras aún estaba en la escuela vocacional), hizo su debut en 2001 en la versión dramática de televisión de Timecop (igual que la anterior). En el mismo año, hizo su debut en el anime de televisión con "Yobarete Tobidete! Akubi-chan" (igual que arriba).
En 2008, ganó el premio al Nuevo Actor durante la 2° edición de los Seiyū Awards. 
El 21 de diciembre de 2011, hizo su debut como cantante bajo su propio nombre con el sencillo "Hajimari no Hi ni".

## Vida personal
El 2 de abril de 2018, Hatano anunció su matrimonio con la también actriz de voz Mai Hashimoto.

## Filmografía

### Anime
- 07 Ghost – Haruse
- ACCA: 13-ku Kansatsu-ka - Gurus
- Ah! My Goddess – Agente (episodio 6); Hombre(episodio 7)
- Akaneiro ni Somaru Saka – Junichi Nagase
- Akkun to Kanojo - Takumi Kubomura
- Animal Yokocho – Maguro Pillow, Matsumoto-san, Papa, Sayuki, Shachihoko
- Aria the Animation – Himeya B (episodio 2)
- Aria the Natural – Atsushi (episodio 25)
- Arslan Senki – Jaswant
- Arslan Senki: Fūjin Ranbu – Jaswant
- Baby Steps – Hiroshi Araya
- Bartender – President Shimaoka (joven)
- Basilisk – Koshirō Chikuma, Kōga Danjō joven
- Blade of the Immortal – Makoto
- Blassreiter – Igor
- Bleach – Harutoki, 13th division member (episodio 49)
- Blue Dragon – Gustav
- Boku no Hero Academia 2º Temporada - Hitoshi Shinsō
- Bonjour♪Sweet Love Patisserie (2014) – Jin Aoi
- Bungō Stray Dogs - Motojirō Kajii
- Bungō Stray Dogs: Segunda temporada - Motojirō Kajii
- Bungō Stray Dogs: Tercera temporada - Motojirō Kajii
- Captain Tsubasa (2018) - Hikaru Matsuyama
- D.Gray-man – Bounty hunter A (episodio 16)
- Daiya no Ace – Masuko Tooru
- Dakaretai Otoko 1-i ni Odosarete Imasu. - Kiyotaka Arisu
- Dance with Devils – Tachibana Lindo
- Darker than Black – Jean (episodio 1-2)
- Doki Doki School Hours – Arakawa-sensei
- Engage Planet Kiss Dum – Vice Captain (episodios 12, 25 y 26)
- Engaged to the Unidentified – Hakuya Mitsumine
- Fairy Tail – Gajeel Redfox
- Fantastic Children – Solan, Hombre joven
- Fudanshi Kōkō Seikatsu - Ryō Sakaguchi
- Fushigiboshi no Futagohime – Toulouse
- Gakuen Alice – Estudiante masculino A (episodio 16)
- Gakusen Toshi Asterisk 2nd Season - AR-D
- Galaxy Railways – Edwin Silver
- Gintama – Gou (episodio 44), hermano menor de Paruko (episodio 48), Saburō (episodio 17)
- Gokusen – Kamei-sensei
- Haiyore! Nyaruko-san – Yoichi
- Hamatora – Murasaki
- Handa-kun - Tomohiro Shiromoto
- Hell Girl – Daisuke Iwashita (episodio 3)
- Hitorijime My Hero - Natsuo
- Hunter × Hunter (Deluxe) – Shaiapouf
- Honey and Clover – Shin (episodios 22-24)
- Honey and Clover II – Shin (episodio 5)
- Hoshizora e Kakaru Hashi – Daigo Minamikokubaru
- Idolish7 - Gaku Yaotome
- Jitsu wa Watashi wa – Sakurada
- Jormungand – Lutz
- Joujuu Senjin!! Mushibugyo – Juzo Kakei Mushibu
- Jujutsu Kaisen - Haruta Shigemo
- Junjou Romantica - Shinnosuke Todo (temporada 3)
- Kamisama Hajimemashita – Jirou (temp.2)
- Killing Bites - Yūya Nomoto
- Kimetsu no Yaiba - Tetsudoji
- Kimi ni Todoke – Tōru Sanada (episodios 18-21)
- Kuroko no Basket 3 – Mibuchi Reo
- Les Misérables: Shōjo Cosette – Combeferre
- Listen to Me, Girls. I Am Your Father! – Yuta Segawa
- Maburaho – Estudiante masculino
- Magi: The Labyrinth of Magic – Spartos
- Magikano – Shinichi (episodio 11)
- Major – Amano, Miyazaki (episodio 54-)
- MÄR – Hameln
- Midori no Hibi – Subordinado 2 (episodio 1); Customer A (episodios 4 y 9); Repartidor de pizza (episodio 5); Locutor, cliente (episodio 8)
- Mobile Suit Gundam AGE – Largan Drace
- Momo Kyun Sword – Inugami
- Monochrome Factor – Shuuichi Wagatsuma (Maestro)/Hikari no Shisui
- Mushi-Uta – Centipede
- Naruto Shippuden – Yahiko (niño)
- Night Head Genesis – Yukio Izumi (episodio 6-7)
- Nobunaga no Shinobi - Oda Nobunaga
- Nobunaga no Shinobi: Ise Kanegasaki-hen - Oda Nobunaga
- Nogizaka Haruka no Himitsu – Yūto Ayase
- Nogizaka Haruka no Himitsu: Purezza – Yūto Ayase
- No-Rin – Kei Kamatori
- Onegai Friends – Harumi Shinohara
- One-Punch Man – Metal Bat
- Orient - Hideo Kosameda
- Ouran High School Host Club – Kasanoda Ritsu (episodios 22 y 23)
- Papa no Iukoto o Kikinasai! – Yuuta Segawa
- Ragnarok' '– Goblin 2 (episodio 6); Bandido D (episodio 8)
- Re: Hamatora – Murasaki
- Red Garden – Emilio
- Renkin 3-kyuu Magical? Pokahn – Tan
- Rurouni Kenshin (remake) - Anji Yūkyūzan
- Sailor Moon Crystal - Chiral
- Saint Beast: Kouin Jojishi Tenshitan – Yuri Tenshi
- Sasameki Koto – Norio Kazama
- Shirokuma Cafe – Handa
- Soul Eater – Harvar D. Éclair
- Spider Riders – Inspector Capitán, Soldado (episodio 13); viajero (episode 16)
- Star-Mu – Sakuya Sazanami
- Starship Operators – Oficial de Defensa (episodio 1)
- Tears to Tiara – Decimus
- Toward the Terra – Sam Houston
- Tsukiuta The Animation – Fuduki Kai
- Uta Kata – Shigeru (episodio 5)
- Uchi Tama!? ~Uchi no Tama Shirimasen ka?~ como Gon
- Wagaya no Oinari-sama – Gyokuyō Tenko
- Welcome to the NHK – Akito Sudo (episodio 6-7)
- World Break: Aria of Curse for a Holy Swordsman – Sir Edward Lampard
- Yashahime: Princess Half-Demon - Meidomaru
- Yobarete Tobidete Akubi-chan – Kodaira Kōichi
- Yumeria – Tomokazu Mikuri
- Yūkoku no Moriarty - Benjamin Burton (episodio 4)
- Zero no Tsukaima - Futatsuki no Kishi – Henry Stanford (episodio 10)
- Zettai Karen Children – You Fujiura
- Zettai Karen Children - The Unlimited - Hyobu Kyosuke – You Fujiura
- Zoids Fuzors – Hombre A (episodio 8); Espectador curioso A (episodio 23)
- Yuri on Ice – Georgi Popovich

### OVA's
- Angel's Feather – Yūto Nakajō
- Kirepapa – Chidori Takatsukasa
- Love Pistols – Shiro Fujiwara
- Okane ga Nai – Kuba Misao
- Fairy Tail – Gajeel Redfox
- Robot Masters - G1 Convoy
- Saint Seiya: The Lost Canvas - Necromancer Byaku

### Especiales
- Nobunaga no Shinobi Episode 0 - Oda Nobunaga

### Radio Web
- Radio Fudanshi Kōkō Seikatsu "Fu-Jinrui Mina Kyōdai!!" - Ryō Sakaguchi

### Videojuegos
- Action Taimanin – Fuuma Kotarou
- Akazukin to Mayoi no Mori – Kitsune-san
- Arc Rise Fantasia – Niko
- Atelier Iris 2: The Azoth of Destiny – Felt Blanchimont
- Disgaea 4 – Fenrich
- Ensemble Stars! - Otogari Adonis
- Fate/Extra – Julius B. Harwey
- Final Fantasy XIII – Yuj
- Gakuen Heaven 2: Double Scramble (2014) – Hayato Chiba
- Glass Heart Princess – Asahina Tenma
- JoJo's Bizarre Adventure: All Star Battle – Josuke Higashikata
- JoJo's Bizarre Adventure: Eyes of Heaven - Josuke Higashikata
- Kaminaru kimi to – Yakumo Takekiyo
- Lamento: Beyond the Void – Asato
- Lucian Bee's Evil Violet – Woo
- Monochrome Factor Cross Road – Shuuichi Wagatsuma (Master)
- My Hero One's Justice 2 - Hitoshi Shinsō (DLC)
- Nessa no Rakuen – Karimu
- Nightshade - Gekkamaru
- Onimusha: Dawn of Dreams – Roberto Frois
- Rockman ZX Advent – Siarnaq
- S.Y.K – Hakkai
- Saint Seiya Awakening - Kanon y Argol
- Shining Force Feather – Jin
- Shinobido: Way of the Ninja – Goh the Crow
- Skylanders – Terrafin
- Soul Eater: Battle Resonance – Harvar D. Éclair
- Street FIghter series – Rufus
- Sweet pool - Youji Sakiyama
- Tales of Legendia – Poppo
- Tears to Tiara: Mystery of Avalon – Decimus
- Virtua Fighter 5 – Jean Kujo

### Papeles de Doblaje

#### Acción real
- Chappie – Deon Wilson (Dev Patel)
- Power Rangers Samurai – Mike/Green Samurai Ranger

#### Animación
- A Turtle's Tale: Sammy's Adventures – Sammy

## Música
- Junto con KENN, Yūki Ono, Takuya Eguchi, Shōta Aoi y Yūichirō Umehara participó del sencillo Kimi ni Maji-kyun! de la franquicia Kimi ni Maji Kyun!, llegando al puesto 22 de ventas en Japón.[3]
- Interpretó el ending SEKAI wa Boy Meets Boy de la serie Fudanshi Kōkō Seikatsu.[4]
- Junto con Takuma Terashima interpretó el sencillo Kimi to Issho nara Melody mo Yuuki ni naru, CD lanzado bajo el nombre de M.O.E.
- Colaboró en el ending "You Only Live Once" del anime deportivo Yuri on Ice.[5]
- Interpretó el opening "Heart Signal" para el anime Hitorijime My Hero.[6]
- Interpretó el primer ending, Kouin Jojishi Tenshi Tan ~angel chronicles~, para la serie Saint Beast: Kouin Jojishi Tenshi Tan, junto con Takuma Terashima y Tatsuhisa Suzuki.
- Interpretó el primer ending Naniiro de la serie Orient.